# Swansong
Swansong peti je studijski album britanskog death metal-sastava Carcass. Diskografska kuća Earache Records objavila ga je 10. lipnja 1995. Jedini je Carcassov album na kojem se pojavio gitarist Carlo Regadas. Ovaj je album trebao biti njihov prvijenac za veliku diskografsku kuću, nakon što su potpisali s Columbia Recordsom nakon uspjeha Heartworka, ali sporovi s tom diskografskom kućom naveli su ih da se vrate u Earache. Album je ponovno objavljen 2008., kao dvostruki disk koji uključuje peti dio The Pathologist's Report. Bio je posljednji studijski album sastava u više od 17 godina, sve do izdanja albuma Surgical Steel 2013., i posljednji na kojem je nastupio osnivački bubnjar Ken Owen.

## Pozadina
U The Pathologist's Report, bubnjar Ken Owen navodi da smatra Swansong ultimativnim albumom Carcassa. Smisao za humor sastava ilustriran je naslovima poput "Keep on Rotting in the Free World". 

## Izdanje
Swansong je objavljen 10. lipnja 1995. preko Earache Recordsa. Ograničeno izdanje ovog albuma objavljeno je kao CD s dodatnim CD-om s 2 pjesme pod nazivom Somnus Pecunia Cibus. Razlog za bonus disk bio je uključivanje "Go to Hell", koja ne bi stala na CD.
Dana 21. srpnja 2008. izdana je digipak verzija albuma od dvanaest ploča, s punim umjetničkim radom i tekstovima, kao i ograničenim izdanjem naljepnica s klasičnim motivima Carcassa. Reizdanje također sadrži prethodno samo japansku bonus pjesmu "Death Rider Da" koja je napravljena da se koristi kao jingle u tadašnjem radijskom programu japanskog kritičara Masa Itoa, kao i peti i posljednji dio opsežnog intervju The Pathologist's Report o dvostrukom disku. Kasnija izdanja sadrže album na CD-u i dokumentarac na zasebnom DVD-u i ne uključuju list s naljepnicama.
U studenom 2013. Earache je ponovno izdao Swansong na vinilu punog dinamičkog raspona u različitim bojama i s ograničenom nakladom.

## Popis pjesama
Tekstovi: Jeff Walker. 
| 1.    | »Keep On Rotting in the Free World« | Walker                 | 3:42 |
| 2.    | »Tomorrow Belongs to Nobody«        | Walker, Steer          |      |
| 3.    | »Black Star«                        | Walker, Regadas        | 3:29 |
| 4.    | »Cross My Heart«                    | Walker, Steer          | 3:33 |
| 5.    | »Childs Play«                       | Walker, Steer          | 5:43 |
| 6.    | »Room 101«                          | Walker, Steer          | 4:35 |
| 7.    | »Polarized«                         | Walker, Steer, Regadas | 4:02 |
| 8.    | »Generation Hexed« (Walker, Steer)  |                        | 3:48 |
| 9.    | »Firm Hand«                         | Walker, Regadas        | 5:22 |
| 10.   | »R**k the Vote«                     | Walker                 | 3:53 |
| 11.   | »Don't Believe a Word«              | Walker, Steer          | 3:57 |
| 12.   | »Go to Hell«                        | Walker                 | 3:24 |
| 49:45 |                                     |                        |      |

| 13. | »Death Rider Da« | 1:18 |

## Zasluge
| Carcass - Jeff Walker _ bas-gitara, vokal - Bill Steer – gitara - Carlo Regadas – gitara - Ken Owen – bubnjevi | Ostalo osoblje - Antz – dizajn - Barney Herbert – inženjer zvuka - Jim Brumby – inženjer zvuka - DJ Tidy Brine – inženjer zvuka - Gee – naslovnica albuma - Dorabla Picerno – fotografije - Colin Richardson – produkcija - Noel Summerville – mastering - Stephen Harris – inženjer zvuka |